# Filip (Nowikow)
Filip, imię świeckie Igor Nikołajewicz Nowikow (ur. 17 lipca 1973 w Starej Kupawnie) – rosyjski biskup prawosławny. 

## Życiorys
Pochodzi z rodziny robotniczej. W 1992 ukończył technikum chemiczno-technologiczne w rodzinnym mieście, po czym podjął naukę w moskiewskim seminarium duchownym. W latach 1993–1994 odbywał zasadniczą służbę wojskową.
15 lipca 1996 biskup nowosybirski i berdski Sergiusz przyjął od niego wieczyste śluby mnisze, nadając mu imię Filip na cześć świętego metropolity moskiewskiego Filipa. Następnego dnia mnich Filip (Nowikow) przyjął święcenia diakońskie, zaś 18 lipca – kapłańskie. Podjął służbę duszpasterską w soborze Wniebowstąpienia Pańskiego w Nowosybirsku, kontynuując naukę w seminarium w trybie zaocznym. W 1997 ukończył szkołę. Od tego samego roku był proboszczem cerkwi św. Eugeniusza w Nowosybirsku, zaś od 1998 także dziekanem dekanatu centralnego eparchii nowosybirskiej. W 1999 został przełożonym monasteru św. Eugeniusza w Nowosybirsku i otrzymał godność igumena. W 2007 wspólnota ta została przemianowana na monaster św. Jana Chrzciciela w Nowosybirsku. W 2009 ihumen Filip ukończył wyższe studia teologiczne w Kijowskiej Akademii Duchownej. 
28 grudnia 2011 Święty Synod Rosyjskiego Kościoła Prawosławnego nominował go na pierwszego biskupa karasuckiego i ordyńskiego. W związku z tym 19 stycznia 2012 otrzymał godność archimandryty. Jego chirotonia biskupia odbyła się 11 marca 2012 w soborze monasteru Opieki Matki Bożej w Chotkowie, z udziałem konsekratorów: patriarchy moskiewskiego i całej Rusi Cyryla, metropolitów sarańskiego i mordowskiego Warsonofiusza oraz nowosybirskiego i berdskiego Tichona, arcybiskupa siergijewsko-posadzkiego Teognosta, biskupów dmitrowskiego Teofilakta, sołniecznogorskiego Sergiusza, karagandyjskiego i szachtyńskiego Sebastiana, pietropawłowskiego i kamczackiego Artemiusza, salechardzkiego i nowo-uriengojskiego Mikołaja, arseniewskiego i dalniegorskiego Guriasza, iskitimskiego i czeriepanowskiego Łukasza.
W 2025 r. został przeniesiony na katedrę syktywkarską i komi-zyriańską. Powierzono mu również kierownictwo nowo erygowanej metropolii syktywkarskiej.